# Melinna aberrans
Melinna aberrans är en ringmaskart som beskrevs av Fauvel 1932. Melinna aberrans ingår i släktet Melinna och familjen Ampharetidae. Inga underarter finns listade i Catalogue of Life.